# Трилогія Брежнєва
Трилогія Брежнєва — мемуари з трьох книг «Мала Земля», «Відродження» та «Цілина», автором яких вважається Генеральний секретар ЦК КПРС Леонід Брежнєв (фактично ж на основі спогадів Брежнєва книги були написані групою професійних журналістів). За цю трилогію Л. Брежнєв у квітні 1980 року був удостоєний Ленінської премії з літератури. Трилогія побачила світ у журналі «Новий світ» в 1978 році: в № 2 — опублікована «Мала земля», у № 5 — «Відродження», у № 11 — «Цілина». Тираж кожної книги склав 15 мільйонів екземплярів. Книги Брежнєва видавалися як окремо, так і одним томом. Перекладена і розіслана в національні бібліотеки 120 країн світу.
Літературне читання книг трилогії на 2-й програмі Всесоюзного радіо здійснював Народний артист СРСР В'ячеслав Тихонов. Був виданий комплект грамплатівок «Мала Земля» (аудіокнига). Вивчення книг було внесено до шкільної програми з літератури.
Після смерті Брежнєва в тому ж «Новому світі» у № 11 за 1982 рік було опубліковано додаткові книги «Життя по заводському гудку» і «Почуття Батьківщини», а в № 1 за 1983 рік — книги «Молдавська весна», «Космічний Жовтень» і «Слово про комуністів». У 1983 році вийшла збірка «Спогади», до якої увійшли всі вісім книг Брежнєва (у «Спогадах» позначені як глави). Влітку 1987 мемуари Брежнєва були вилучені з книгарень та списані на макулатуру.

## Мемуари Брежнєва, опубліковані за його життя
Мої спогади, звичайно, не претендують на повне охоплення подій. Головне, що мені хотілося передати на цих сторінках читачеві, — це почуття гордості за те, що в авангарді всіх справ і звершень нашої Батьківщини завжди йдуть комуністи, наша славна партія, створена і виплекана В. І. Леніним, це почуття великого щастя, що я завжди був і залишаюся її вірним солдатом.
— Л. Брежнєв (звернення до читачів книги "Спогади")

### «Мала Земля»
У книзі «Мала Земля» 44 сторінки, в збірці «Спогади» йде як третя глава.
4 лютого 1943 загін морської піхоти 18-ї армії чисельністю 271 чол. захопив плацдарм «Мала земля» на березі Цемеської бухти, оборона тривала 225 днів, у вересні війська перейшли в наступ і 16 вересня 1943 р. місто Новоросійськ був звільнений. Начальник політвідділу 18-ї армії полковник Брежнєв 40 разів на десантних кораблях переправлявся на плацдарм, під вогнем противника висаджувався на берег, особисто брав участь у бойових діях на передовій, замінив загиблого кулеметника і вогнем стримував атаку супротивника, поки йому не прийшли на виручку підоспілі бійці.
Брежнєв описує героїзм радянських бійців, побутові труднощі, згадує бойових друзів. В останньому розділі Брежнєв згадує про героїчний шлях, який пройшла 18-а армія, розповідає про Парад Перемоги, в якому він взяв участь.

### «Відродження»
У книзі «Відродження» 58 сторінок, у збірнику «Спогади» йде як четверта глава.
Після закінчення Великої Вітчизняної війни генерал-майор Брежнєв був призначений першим секретарем Запорізького обласного комітету КПРС. Належало відновити Запоріжсталь і Дніпрогес, зруйноване війною народне господарство, налагодити післявоєнне життя.

### «Цілина»
У книзі «Цілина» 75 сторінок, у збірнику «Спогади» вона йде як шоста глава.
У 1954 році Брежнєв обраний другим, а з 1955 року — першим секретарем компартії Казахстану. Роки його партійного керівництва збіглися з початком освоєння цілинних земель. У книзі зустрічається легка критика Хрущова.

## Мемуари Брежнєва, опубліковані після його смерті
Книги «Життя по заводському гудку», «Відчуття Батьківщини», «Молдавська весна», «Космічний Жовтень» і «Слово про комуністів» за життя Брежнєва не публікувалися. У збірнику «Спогади», виданому після його смерті, всі книги, в тому числі й «Мала Земля», «Відродження» та «Цілина» позначені як глави.

### «Життя по заводському гудку»
Перша глава в збірнику «Спогади», 14 сторінок.
Брежнєв згадує про своє дитинство в Кам'янському, майбутньому місті Дніпродзержинську. Розповідає про свою сім'ю, батьків. Згадує про нелегке життя пролетаріату в Російській Імперії. Згадав про становлення ВКП (б) в Катеринославській губернії, про революційну боротьбу під керівництвом відомих більшовиків Бабушкіна і Петровського.

### «Відчуття Батьківщини»
Друга глава в збірнику «Спогади», 20 сторінок.
Леонід Ілліч згадує голод в Україні, навчання в Курському землевпорядному технікумі. Студентом довелося йому побувати на виступі Маяковського, почути, як він читає свої вірші. Робота землевпорядником, боротьба з куркульством. Повернення на Дніпровський завод ім. Дзержинського, вступ в партію, навчання в Дніпродзержинському металургійному інституті, Брежнєв став інженером. Заклик до Червоної Армії, служба в Читинській області, курсант Брежнєв вчиться водити танки Т-26 і БТ-5. Брежнєв — політрук роти.

### «Молдавська весна»
П'ята глава в збірнику «Спогади», 34 сторінки.
У 1950 році Брежнєв обраний Першим Секретарем ЦК КПРС Молдавії. Молдавія — аграрна республіка, до того ж її західні райони не так давно увійшли до складу СРСР.

### «Космічний Жовтень»
Сьома глава в збірнику «Спогади», 39 сторінок.
У СРСР запущено перший супутник, почалося космічне протистояння двох держав, будується ракетно-ядерний щит. Генеральний секретар ЦК КПРС має контролювати виконання космічної програми СРСР.

### «Слово про комуністів»
Восьма глава в збірнику «Спогади», 24 сторінки.
Комуністична партія Радянського Союзу — керівна і спрямовуюча сила … Комуністи — її передовий загін …